# Az NSZK az 1988. évi téli olimpiai játékokon
Az NSZK a kanadai Calgaryban megrendezett 1988. évi téli olimpiai játékok egyik részt vevő nemzete volt. Az országot az olimpián 10 sportágban 90 sportoló képviselte, akik összesen 8 érmet szereztek.

## Érmesek
| Érem  | Versenyző                                            | Sportág          | Versenyszám            |
| ----- | ---------------------------------------------------- | ---------------- | ---------------------- |
| Arany | Marina Kiehl                                         | Alpesisí         | Női lesiklás           |
| Arany | Thomas Müller Hans-Peter Pohl Hubert Schwarz         | Északi összetett | Csapat                 |
| Ezüst | Frank Wörndl                                         | Alpesisí         | Férfi műlesiklás       |
| Ezüst | Christa Kinshofer-Güthlein                           | Alpesisí         | Női óriás-műlesiklás   |
| Ezüst | Ernst Reiter Stefan Höck Peter Angerer Fritz Fischer | Biatlon          | Férfi 4 × 7,5 km váltó |
| Ezüst | Georg Hackl                                          | Szánkó           | Férfi egyes            |
| Bronz | Christa Kinshofer-Güthlein                           | Alpesisí         | Női műlesiklás         |
| Bronz | Thomas Schwab Wolfgang Staudinger                    | Szánkó           | Kettes                 |

## Alpesisí
Férfi
| Versenyző         | Versenyszám            | 1. futam      | 1. futam      | 2. futam | 2. futam | Összesítés    | Összesítés    |
| Versenyző         | Versenyszám            | Idő           | Hely.         | Idő      | Hely.    | Idő           | Helyezés      |
| ----------------- | ---------------------- | ------------- | ------------- | -------- | -------- | ------------- | ------------- |
| Florian Beck      | Műlesiklás             | 53,11         | 14.*          | 48,33    | 6.       | 1:41,44       | 10.           |
| Armin Bittner     | Műlesiklás             | nem ért célba | nem ért célba | kiesett  | kiesett  | kiesett       | kiesett       |
| Armin Bittner     | Óriás-műlesiklás       | 1:08,56       | 32.           | 1:04,71  | 22.      | 2:13,27       | 26.           |
| Peter Dürr        | Lesiklás               |               |               |          |          | 2:04,32       | 21.           |
| Michael Eder      | Szuperóriás-műlesiklás |               |               |          |          | nem ért célba | nem ért célba |
| Peter Roth        | Műlesiklás             | nem ért célba | nem ért célba | kiesett  | kiesett  | kiesett       | kiesett       |
| Peter Roth        | Óriás-műlesiklás       | nem ért célba | nem ért célba | kiesett  | kiesett  | kiesett       | kiesett       |
| Peter Roth        | Szuperóriás-műlesiklás |               |               |          |          | nem ért célba | nem ért célba |
| Hansjörg Tauscher | Lesiklás               |               |               |          |          | 2:04,31       | 20.           |
| Markus Wasmeier   | Lesiklás               |               |               |          |          | 2:02,03       | 6.            |
| Markus Wasmeier   | Óriás-műlesiklás       | 1:06,60       | 12.           | 1:05,09  | 26.      | 2:11,69       | 19.           |
| Markus Wasmeier   | Szuperóriás-műlesiklás |               |               |          |          | nem ért célba | nem ért célba |
| Frank Wörndl      | Műlesiklás             | 50,99         | 1.            | 48,54    | 8.       | 1:39,53       |               |
| Frank Wörndl      | Óriás-műlesiklás       | 1:06,10       | 7.            | 1:03,12  | 8.       | 2:09,22       | 8.            |
| Frank Wörndl      | Szuperóriás-műlesiklás |               |               |          |          | nem ért célba | nem ért célba |
| Hannes Zehentner  | Lesiklás               |               |               |          |          | 2:03,23       | 13.           |

| Versenyző        | Versenyszám | Lesiklás | Lesiklás | Lesiklás | Műlesiklás | Műlesiklás | Műlesiklás | Műlesiklás | Műlesiklás | Műlesiklás | Műlesiklás | Összesítés | Összesítés |
| Versenyző        | Versenyszám | Lesiklás | Lesiklás | Lesiklás | 1. futam   | 1. futam   | 2. futam   | 2. futam   | Össz.      | Össz.      | Össz.      | Összesítés | Összesítés |
| Versenyző        | Versenyszám | Idő      | Pont     | Hely.    | Idő        | Hely.      | Idő        | Hely.      | Idő        | Pont       | Hely.      | Pont       | Helyezés   |
| ---------------- | ----------- | -------- | -------- | -------- | ---------- | ---------- | ---------- | ---------- | ---------- | ---------- | ---------- | ---------- | ---------- |
| Armin Bittner    | Összetett   | 1:55,42  | 94,05    | 35.      | 42,82      | 2.         | 42,82      | 6.         | 1:25,64    | 5,60       | 2.         | 99,65      | 11.        |
| Peter Dürr       | Összetett   | 1:48,30  | 15,45    | 4.       | 49,84      | 25.        | 48,84      | 24.        | 1:38,68    | 108,47     | 23.        | 123,92     | 17.        |
| Markus Wasmeier  | Összetett   | 1:49,32  | 26,71    | 8.       | 45,32      | 13.        | 44,52      | 13.        | 1:29,84    | 38,73      | 13.        | 65,44      | 7.         |
| Hannes Zehentner | Összetett   | 1:49,16  | 24,95    | 7.       | 59,52      | 29.        | 47,33      | 20.        | 1:46,85    | 172,92     | 25.        | 197,87     | 22.        |

Női
| Versenyző                  | Versenyszám            | 1. futam      | 1. futam      | 2. futam      | 2. futam      | Összesítés | Összesítés |
| Versenyző                  | Versenyszám            | Idő           | Hely.         | Idő           | Hely.         | Idő        | Helyezés   |
| -------------------------- | ---------------------- | ------------- | ------------- | ------------- | ------------- | ---------- | ---------- |
| Michaela Gerg              | Lesiklás               |               |               |               |               | 1:27,83    | 13.        |
| Michaela Gerg              | Óriás-műlesiklás       | 1:00,81       | 8.            | nem ért célba | nem ért célba | kiesett    | kiesett    |
| Michaela Gerg              | Szuperóriás-műlesiklás |               |               |               |               | 1:20,98    | 10.*       |
| Anette Gersch              | Műlesiklás             | nem ért célba | nem ért célba | kiesett       | kiesett       | kiesett    | kiesett    |
| Marina Kiehl               | Lesiklás               |               |               |               |               | 1:25,86    |            |
| Marina Kiehl               | Óriás-műlesiklás       | 1:02,11       | 21.           | nem ért célba | nem ért célba | kiesett    | kiesett    |
| Marina Kiehl               | Szuperóriás-műlesiklás |               |               |               |               | 1:21,11    | 13.*       |
| Christa Kinshofer-Güthlein | Műlesiklás             | 49,84         | 5.            | 48,56         | 3.            | 1:38,40    |            |
| Christa Kinshofer-Güthlein | Óriás-műlesiklás       | 59,98         | 2.            | 1:07,44       | 5.            | 2:07,42    |            |
| Christa Kinshofer-Güthlein | Szuperóriás-műlesiklás |               |               |               |               | 1:20,98    | 10.*       |
| Christina Meier-Höck       | Lesiklás               |               |               |               |               | 1:29,30    | 21.        |
| Christina Meier-Höck       | Óriás-műlesiklás       | 1:00,43       | 4.            | 1:07,45       | 6.            | 2:07,88    | 5.         |
| Regine Mösenlechner        | Lesiklás               |               |               |               |               | 1:27,16    | 7.         |
| Regine Mösenlechner        | Szuperóriás-műlesiklás |               |               |               |               | 1:20,33    | 4.         |

| Versenyző                  | Versenyszám | Lesiklás | Lesiklás | Lesiklás | Műlesiklás    | Műlesiklás    | Műlesiklás | Műlesiklás | Műlesiklás | Műlesiklás | Műlesiklás | Összesítés | Összesítés |
| Versenyző                  | Versenyszám | Lesiklás | Lesiklás | Lesiklás | 1. futam      | 1. futam      | 2. futam   | 2. futam   | Össz.      | Össz.      | Össz.      | Összesítés | Összesítés |
| Versenyző                  | Versenyszám | Idő      | Pont     | Hely.    | Idő           | Hely.         | Idő        | Hely.      | Idő        | Pont       | Hely.      | Pont       | Helyezés   |
| -------------------------- | ----------- | -------- | -------- | -------- | ------------- | ------------- | ---------- | ---------- | ---------- | ---------- | ---------- | ---------- | ---------- |
| Karin Dedler               | Összetett   | 1:18,80  | 36,11    | 16.*     | 43,38         | 16.           | 45,65      | 19.        | 1:29,03    | 69,07      | 18.        | 105,18     | 14.        |
| Michaela Gerg              | Összetett   | kizárták | kizárták | kizárták | kiesett       | kiesett       | kiesett    | kiesett    | kiesett    | kiesett    | kiesett    | kiesett    | kiesett    |
| Christa Kinshofer-Güthlein | Összetett   | 1:19,83  | 52,01    | 21.      | nem ért célba | nem ért célba | kiesett    | kiesett    | kiesett    | kiesett    | kiesett    | kiesett    | kiesett    |
| Ulrike Stanggassinger      | Összetett   | 1:17,92  | 22,53    | 5.       | 42,68         | 14.           | 43,93      | 13.        | 1:26,61    | 48,98      | 14.        | 71,51      | 9.         |

* - egy másik versenyzővel azonos eredményt ért el

## Biatlon
| Versenyző                                            | Versenyszám      | Lövőhiba | Időeredmény | Helyezés |
| ---------------------------------------------------- | ---------------- | -------- | ----------- | -------- |
| Peter Angerer                                        | 10 km sprint     | 2        | 26:13,2     | 10.      |
| Peter Angerer                                        | 20 km egyéni     | 3        | 58:46,7     | 10.      |
| Fritz Fischer                                        | 10 km sprint     | 1        | 26:25,9     | 12.      |
| Fritz Fischer                                        | 20 km egyéni     | 5        | 1:01:04,5   | 23.      |
| Herbert Fritzenwenger                                | 20 km egyéni     | 4        | 1:00:27,8   | 17.      |
| Stefan Höck                                          | 10 km sprint     | 3        | 27:26,2     | 26.      |
| Ernst Reiter                                         | 10 km sprint     | 2        | 26:50,2     | 19.      |
| Ernst Reiter                                         | 20 km egyéni     | 5        | 1:01:54,8   | 29.      |
| Ernst Reiter Stefan Höck Peter Angerer Fritz Fischer | 4 × 7,5 km váltó | 0        | 1:23:37,4   |          |

## Bob
| Versenyző                                                   | Versenyszám | 1. futam | 1. futam | 2. futam | 2. futam | 3. futam | 3. futam | 4. futam | 4. futam | Összesítés | Összesítés |
| Versenyző                                                   | Versenyszám | Idő      | Hely.    | Idő      | Hely.    | Idő      | Hely.    | Idő      | Hely.    | Idő        | Helyezés   |
| ----------------------------------------------------------- | ----------- | -------- | -------- | -------- | -------- | -------- | -------- | -------- | -------- | ---------- | ---------- |
| Anton Fischer Christoph Langen                              | Kettes      | 57,58    | 6.       | 59,70    | 10.      | 1:00,06  | 6.       | 59,28    | 7.*      | 3:56,62    | 7.         |
| Michael Sperr Rolf Müller                                   | Kettes      | 57,47    | 5.       | 1:00,09  | 16.      | 1:00,42  | 11.      | 59,86    | 14.      | 3:57,84    | 11.        |
| Michael Sperr Olaf Hampel Florian Cruciger Rolf Müller      | Négyes      | 57,58    | 19.      | 58,04    | 13.      | 56,41    | 4.**     | 58,14    | 15.      | 3:50,17    | 14.        |
| Anton Fischer Franz Nießner Uwe Eisenreich Christoph Langen | Négyes      | 57,02    | 9.       | 57,75    | 10.      | 56,71    | 11.      | 58,07    | 12.      | 3:49,55    | 11.        |

* - egy másik csapattal azonos eredményt ért el

** - két másik csapattal azonos eredményt ért el

## Északi összetett
| Versenyző                                    | Versenyszám | Síugrás | Síugrás | Síugrás    | Sífutás   | Sífutás | Összesítés | Összesítés |
| Versenyző                                    | Versenyszám | Pont    | Hely.   | Időhátrány | Idő       | Hely.   | Idő        | Helyezés   |
| -------------------------------------------- | ----------- | ------- | ------- | ---------- | --------- | ------- | ---------- | ---------- |
| Thomas Müller                                | Egyéni      | 190,4   | 31.     | +4:14,0    | 39:48,7   | 18.     | 44:02,7    | 25.        |
| Hans-Peter Pohl                              | Egyéni      | 204,3   | 15.     | +2:41,4    | 41:42,5   | 36.     | 44:23,9    | 28.        |
| Hubert Schwarz                               | Egyéni      | 219,2   | 2.      | +1:02,0    | 41:33,8   | 33.     | 42:35,8    | 13.        |
| Hermann Weinbuch                             | Egyéni      | 179,6   | 39.     | +5:26,0    | 39:00,4   | 10.     | 44:26,4    | 29.        |
| Thomas Müller Hans-Peter Pohl Hubert Schwarz | Csapat      | 629,8   | 1.      | –          | 1:20:46,0 | 8.      | 1:20:46,0  |            |

## Gyorskorcsolya
Férfi
| Versenyző            | Versenyszám | Eredmény | Helyezés |
| -------------------- | ----------- | -------- | -------- |
| Hansjörg Baltes      | 1500 m      | 1:57,08  | 30.      |
| Hansjörg Baltes      | 5000 m      | 6:59,45  | 24.      |
| Hansjörg Baltes      | 10 000 m    | 14:45,41 | 27.      |
| Hans-Peter Oberhuber | 500 m       | 37,73    | 20.      |
| Hans-Peter Oberhuber | 1000 m      | 1:16,62  | 32.      |
| Uwe Streb            | 500 m       | 38,03    | 27.      |
| Uwe Streb            | 1000 m      | kizárták | kizárták |

Női
| Versenyző            | Versenyszám | Eredmény | Helyezés |
| -------------------- | ----------- | -------- | -------- |
| Monika Gawenus-Pflug | 500 m       | 40,53    | 7.       |
| Anja Mischke         | 1500 m      | 2:08,52  | 16.      |
| Anja Mischke         | 3000 m      | 4:26,30  | 12.      |

## Jégkorong
| Nyugatnémet férfi jégkorongcsapat-játékoskeret                                                                                    | Nyugatnémet férfi jégkorongcsapat-játékoskeret                                                                                             | Nyugatnémet férfi jégkorongcsapat-játékoskeret                                                                                   |
| --- | --- | --- |
| - Christian Brittig - Helmut de Raaf - Peter Draisaitl - Ron Fischer - Georg Franz - Karl Friesen - Dieter Hegen - Georg Holzmann | - Udo Kießling - Harold Kreis - Horst-Peter Kretschmer - Dieter Medicus - Andreas Niederberger - Peter Obresa - Joachim Reil - Roy Roedger | - Peter Schiller - Josef Schlickenrieder - Manfred Schuster - Helmut Steiger - Bernd Truntschka - Gerd Truntschka - Manfred Wolf |

### Eredmények
B csoport
| Csapat           | M | Gy | D | V | G+ | G– | Gk  | P  |
| ---------------- | - | -- | - | - | -- | -- | --- | -- |
| Szovjetunió      | 5 | 5  | 0 | 0 | 32 | 10 | +22 | 10 |
| NSZK             | 5 | 4  | 0 | 1 | 19 | 12 | +7  | 8  |
| Csehszlovákia    | 5 | 3  | 0 | 2 | 23 | 14 | +9  | 6  |
| Egyesült Államok | 5 | 2  | 0 | 3 | 27 | 27 | 0   | 4  |
| Ausztria         | 5 | 0  | 1 | 4 | 12 | 29 | –17 | 1  |
| Norvégia         | 5 | 0  | 1 | 4 | 11 | 32 | –21 | 1  |

| 1988. február 13. | Csehszlovákia (TCH) | 1 – 2 (1–0, 0–1, 0–1) | NSZK | Calgary |

|  |  |  |  |  |
|  |  |  |  |  |
|  |  |  |  |  |
|  |  |  |  |  |

| 1988. február 15. | NSZK (FRG) | 7 – 3 (2–0, 3–1, 2–2) | Norvégia | Calgary |

|  |  |  |  |  |
|  |  |  |  |  |
|  |  |  |  |  |
|  |  |  |  |  |

| 1988. február 17. | NSZK (FRG) | 3 – 1 (1–1, 1–0, 1–0) | Ausztria | Calgary |

|  |  |  |  |  |
|  |  |  |  |  |
|  |  |  |  |  |
|  |  |  |  |  |

| 1988. február 19. | Szovjetunió (URS) | 6 – 3 (2–1, 2–1, 2–1) | NSZK | Calgary |

|  |  |  |  |  |
|  |  |  |  |  |
|  |  |  |  |  |
|  |  |  |  |  |

| 1988. február 21. | NSZK (FRG) | 4 – 1 (2–0, 0–0, 2–1) | Egyesült Államok | Calgary |

|  |  |  |  |  |
|  |  |  |  |  |
|  |  |  |  |  |
|  |  |  |  |  |

Hatos döntő
| 1988. február 26. | Kanada (CAN) | 8 – 1 (1–0, 4–1, 3–0) | NSZK | Calgary |

|  |  |  |  |  |
|  |  |  |  |  |
|  |  |  |  |  |
|  |  |  |  |  |

| 1988. február 28. | Svédország (SWE) | 3 – 2 (0–1, 1–1, 2–0) | NSZK | Calgary |

|  |  |  |  |  |
|  |  |  |  |  |
|  |  |  |  |  |
|  |  |  |  |  |

| 1988. február 24. | Finnország (FIN) | 8 – 0 (3–0, 3–0, 2–0) | NSZK | Calgary |

|  |  |  |  |  |
|  |  |  |  |  |
|  |  |  |  |  |
|  |  |  |  |  |

Végeredmény
A táblázat tartalmazza
- az A csoportban lejátszott
  - Kanada – Finnország 1–3-as,
  - Svédország – Finnország 3–3-as,
  - Kanada – Svédország 2–2-es, valamint
- a B csoportban lejátszott
  - Csehszlovákia – NSZK 1–2-es,
  - Szovjetunió – NSZK 6–3-as és a
  - Szovjetunió – Csehszlovákia 6–1-es mérkőzés eredményeit is.

| Csapat        | M | Gy | D | V | G+ | G– | Gk  | P |
| ------------- | - | -- | - | - | -- | -- | --- | - |
| Szovjetunió   | 5 | 4  | 0 | 1 | 25 | 7  | +18 | 8 |
| Finnország    | 5 | 3  | 1 | 1 | 18 | 10 | +8  | 7 |
| Svédország    | 5 | 2  | 2 | 1 | 15 | 16 | –1  | 6 |
| Kanada        | 5 | 2  | 1 | 2 | 17 | 14 | +3  | 5 |
| NSZK          | 5 | 1  | 0 | 4 | 8  | 24 | –16 | 2 |
| Csehszlovákia | 5 | 1  | 0 | 4 | 12 | 22 | –10 | 2 |

| Csapat | Helyezés |
| ------ | -------- |
| NSZK   | 5.       |

## Műkorcsolya
| Versenyző                   | Versenyszám  | Kötelező elemek   | Kötelező elemek | Kötelező elemek | Rövid program     | Rövid program | Rövid program | Kűr               | Kűr   | Kűr         | Összesítés         | Összesítés |
| Versenyző                   | Versenyszám  | Több. hely. száma | Hely.           | Hely. pont.     | Több. hely. száma | Hely.         | Hely. pont.   | Több. hely. száma | Hely. | Hely. pont. | Helyezési pontszám | Helyezés   |
| --------------------------- | ------------ | ----------------- | --------------- | --------------- | ----------------- | ------------- | ------------- | ----------------- | ----- | ----------- | ------------------ | ---------- |
| Heiko Fischer               | Férfi egyéni | 5×3+              | 4.              | 2,4             | 5×11+             | 11.           | 4,4           | 6×10+             | 10.   | 10,0        | 16,8               | 9.         |
| Richard Zander              | Férfi egyéni | 9×9+              | 9.              | 5,4             | 8×17+             | 17.           | 6,8           | 5×11+             | 11.   | 11,0        | 23,2               | 11.        |
| Marina Kielmann             | Női egyéni   | 7×13+             | 12.             | 7,2             | 7×11+             | 11.           | 4,4           | 5×9+              | 10.   | 10,0        | 21,6               | 10.        |
| Claudia Leistner            | Női egyéni   | 6×6+              | 6.              | 3,6             | 8×9+              | 9.            | 3,6           | 7×6+              | 6.    | 6,0         | 13,2               | 6.         |
| Brigitte Groh Holger Maletz | Páros        |                   |                 |                 | 9×13+             | 13.           | 5,2           | 6×11+             | 11.   | 11,0        | 16,2               | 11.        |

| Versenyző                           | Versenyszám | Kötelező elemek   | Kötelező elemek | Kötelező elemek | Rövid program     | Rövid program | Rövid program | Kűr               | Kűr   | Kűr         | Összesítés         | Összesítés |
| Versenyző                           | Versenyszám | Több. hely. száma | Hely.           | Hely. pont.     | Több. hely. száma | Hely.         | Hely. pont.   | Több. hely. száma | Hely. | Hely. pont. | Helyezési pontszám | Helyezés   |
| ----------------------------------- | ----------- | ----------------- | --------------- | --------------- | ----------------- | ------------- | ------------- | ----------------- | ----- | ----------- | ------------------ | ---------- |
| Antonia Becherer Ferdinand Becherer | Jégtánc     | 6×9+              | 9.              | 3,6             | 6×9+              | 9.            | 5,4           | 7×9+              | 9.    | 9,0         | 18,0               | 9.         |

## Sífutás
Férfi
| Versenyző                                                   | Versenyszám     | Eredmény      | Helyezés      |
| ----------------------------------------------------------- | --------------- | ------------- | ------------- |
| Jochen Behle                                                | 15 km           | 43:59,7       | 23.           |
| Jochen Behle                                                | 30 km           | 1:30:08,3     | 23.           |
| Stefan Dotzler                                              | 30 km           | 1:33:06,1     | 40.           |
| Georg Fischer                                               | 50 km           | 2:13:31,3     | 34.           |
| Herbert Fritzenwenger                                       | 50 km           | 2:13:27,6     | 33.           |
| Walter Kuß                                                  | 15 km           | 44:29,0       | 27.           |
| Walter Kuß                                                  | 50 km           | nem ért célba | nem ért célba |
| Walter Kuß Georg Fischer Jochen Behle Herbert Fritzenwenger | 4 × 10 km váltó | 1:48:05,0     | 7.            |

Női
| Versenyző                                                      | Versenyszám    | Eredmény      | Helyezés      |
| -------------------------------------------------------------- | -------------- | ------------- | ------------- |
| Sonja Bilgeri                                                  | 5 km           | 17:33,2       | 48.           |
| Sonja Bilgeri                                                  | 10 km          | 35:07,0       | 44.           |
| Sonja Bilgeri                                                  | 20 km          | nem ért célba | nem ért célba |
| Stefanie Birkelbach                                            | 5 km           | 17:09,1       | 43.           |
| Stefanie Birkelbach                                            | 20 km          | 1:04:40,5     | 45.           |
| Karin Jäger                                                    | 5 km           | 16:28,0       | 28.           |
| Karin Jäger                                                    | 10 km          | 32:09,5       | 24.           |
| Karin Jäger                                                    | 20 km          | 1:02:34,6     | 35.           |
| Birgit Kohlrusch                                               | 5 km           | 17:10,3       | 44.           |
| Birgit Kohlrusch                                               | 20 km          | 1:03:16,2     | 41.           |
| Stefanie Birkelbach Karin Jäger Birgit Kohlrusch Sonja Bilgeri | 4 × 5 km váltó | 1:05:48,6     | 11.           |

## Síugrás
| Versenyző                                             | Versenyszám | 1. ugrás | 1. ugrás | 2. ugrás | 2. ugrás | Összesítés | Összesítés |
| Versenyző                                             | Versenyszám | Pont     | Hely.    | Pont     | Hely.    | Pont       | Helyezés   |
| ----------------------------------------------------- | ----------- | -------- | -------- | -------- | -------- | ---------- | ---------- |
| Andi Bauer                                            | Normálsánc  | 87,2     | 40.      | 90,3     | 21.      | 177,5      | 29.        |
| Andi Bauer                                            | Nagysánc    | 94,1     | 31.*     | 75,8     | 40.      | 169,9      | 34.        |
| Josef Heumann                                         | Normálsánc  | 84,3     | 43.      | 92,1     | 16.*     | 176,4      | 31.        |
| Josef Heumann                                         | Nagysánc    | 90,7     | 33.      | 76,4     | 36.      | 167,1      | 36.        |
| Thomas Klauser                                        | Normálsánc  | 94,4     | 24.      | 70,7     | 55.      | 165,1      | 47.        |
| Thomas Klauser                                        | Nagysánc    | 111,7    | 4.       | 93,4     | 7.       | 205,1      | 4.         |
| Peter Rohwein                                         | Nagysánc    | 96,3     | 26.      | 81,3     | 29.      | 177,6      | 25.*       |
| Dieter Thoma                                          | Normálsánc  | 78,1     | 54.      | 76,0     | 49.      | 154,1      | 55.        |
| Andi Bauer Peter Rohwein Thomas Klauser Josef Heumann | Csapat      | 277,8    | 6.       | 281,2    | 6.       | 559,0      | 6.         |

* - egy másik versenyzővel azonos eredményt ért el

## Szánkó
| Versenyző                         | Versenyszám | 1. futam | 1. futam | 2. futam | 2. futam | 3. futam | 3. futam | 4. futam | 4. futam | Összesítés | Összesítés |
| Versenyző                         | Versenyszám | Idő      | Hely.    | Idő      | Hely.    | Idő      | Hely.    | Idő      | Hely.    | Idő        | Helyezés   |
| --------------------------------- | ----------- | -------- | -------- | -------- | -------- | -------- | -------- | -------- | -------- | ---------- | ---------- |
| Max Burghardtswieser              | Férfi egyes | 46,874   | 13.      | 46,949   | 11.      | 47,083   | 14.      | 47,280   | 15.      | 3:08,186   | 13.        |
| Georg Hackl                       | Férfi egyes | 46,355   | 2.       | 46,553   | 2.       | 46,599   | 4.       | 46,409   | 2.       | 3:05,916   |            |
| Johannes Schettel                 | Férfi egyes | 46,725   | 9.       | 46,928   | 10.      | 46,805   | 7.       | 46,913   | 7.       | 3:07,371   | 7.         |
| Veronika Bilgeri                  | Női egyes   | 46,321   | 4.       | 46,375   | 4.       | 46,369   | 4.       | 46,605   | 7.       | 3:05,670   | 4.         |
| Thomas Schwab Wolfgang Staudinger | Kettes      | 46,024   | 4.       | 46,250   | 5.       |          |          |          |          | 1:32,274   |            |
| Stefan Ilsanker Georg Hackl       | Kettes      | 46,054   | 5.       | 46,244   | 4.       |          |          |          |          | 1:32,298   | 4.         |